# Xoxouhcaltzitzimitl
Les Xoxouhcaltzitzimitl sont, dans la mythologie aztèque, un groupe de Tzitzimime à peau bleue. Ils constituent l'un des quatre groupes de démons stellaires qui, selon les croyances préhispaniques, menaçaient l'humanité lors d'événements cosmiques particuliers.

## Étymologie
Le terme Xoxouhcaltzitzimitl provient du nahuatl et se décompose en plusieurs éléments : xoxouhcal (bleu) et tzitzimitl (démon stellaire). Le mot tzitzimitl lui-même signifie « flèche qui pénètre », « mauvaises flèches » ou plus simplement « flèche ».

## Mythologie

### Les Tzitzimime
Les Tzitzimime sont, dans la mythologie aztèque, des démons stellaires de sexe féminin, considérés comme les filles de la voie lactée Citlalincue et les sœurs de divers dieux stellaires, dont Citlaltonac, Citlalmina et Citlaxonecuill. Ces entités n'attendaient que l'occasion de dévorer les êtres humains lors de certains événements cosmiques.

### Classification par couleurs
Entre les Tzitzimime, il existait quatre groupes indépendants, classés selon la couleur de leur peau :
- Xoxouhcaltzitzimitl : démons à peau bleue
- Iztactzitzimitl : démons à peau blanche
- Coztzitzimitl : démons à peau jaune
- Itlatlauhcatzitzimitl : démons à peau rouge[2],[3].

## Rôle dans la cosmogonie aztèque
Les Xoxouhcaltzitzimitl, comme l'ensemble des Tzitzimime, étaient perçus comme des « démons des ténèbres », correspondant aux étoiles seulement visibles lors d'une éclipse solaire. Pour les Aztèques, qui considéraient le dieu-soleil Tonatiuh comme leur divinité principale et source de vie, ces étoiles étaient perçues comme des signes avant-coureurs d'effroi et de maux.
Selon le mythe de la création aztèque, les Tzitzimime descendraient un jour sur terre pour dévorer l'humanité, mettant ainsi fin à l'âge du Cinquième Soleil. Ils engageaient une bataille quotidienne contre le soleil lors de son lever et de son coucher, mais demeuraient toujours présents et menaçants sans jamais être visibles.

## Cérémonies et rituels

### Cérémonie du Feu Nouveau
Tous les cinquante-deux ans, les Aztèques procédaient à la ligature des années lors de la cérémonie du feu nouveau (Xiuhmolpilli). C'était un moment de grande angoisse, car les Aztèques craignaient que les Tzitzimime, y compris les Xoxouhcaltzitzimitl, ne fondent sur le monde pour détruire l'humanité au cas où les prêtres n'arriveraient pas à rallumer le feu.
Cette cérémonie, également appelée « The Tying Together of the Years », avait pour but d'assurer la continuité de l'existence et d'empêcher que les terrifiants Tzitzimime ne descendent déchirer tous les êtres mortels.

## Hiérarchie et associations
Le chef des Tzitzimime était la déesse Itzpapalotl (« Papillon d'obsidienne »), qui régnait sur Tamoanchan, le paradis où résidaient ces entités.
Les Tzitzimime, y compris les Xoxouhcaltzitzimitl, étaient associés aux Cihuateteo et à d'autres divinités féminines telles que Tlaltecuhtli, Coatlicue, Citlalicue et Cihuacoatl. Ils étaient vénérés par des sages-femmes et des parturientes, révélant ainsi leur double fonction dans la religion aztèque : ils étaient à la fois des protecteurs du féminin et les gardiens de l'humanité.

## Sources manuscrites
Les Xoxouhcaltzitzimitl et les autres Tzitzimime sont documentés dans plusieurs codex préhispaniques et coloniaux, notamment :
- Le Codex Borgia, qui contient des représentations d'Itzpapalotl, reine des Tzitzimime[6]
- Le Codex Telleriano-Remensis, manuscrit du XVIe siècle avec annotations en espagnol et en nahuatl
- Le Codex Magliabechiano, document religieux et astronomique du milieu du XVIe siècle